# Tamo daleko
Tamo daleko (serbo: Тамо далеко, Tamo daleko; italiano: Laggiù, lontano) è un canto tradizionale serbo composto durante la prima guerra mondiale. Alcuni lo considerano l'inno di ogni soldato serbo che lascia la casa e la famiglia per andare a combattere per la propria Patria.
La canzone è cantata idealmente da un soldato serbo sull'isola di Corfù, dove si raccolsero - ivi trasportati in buona parte dalla Regia Marina italiana - i resti dell'Esercito serbo dopo la drammatica ritirata attraverso l'Albania settentrionale, sfuggendo alla distruzione ed alla cattura, dopo che il loro Paese era stato travolto dagli Imperi centrali nel 1915. Da Corfù l'esercito serbo fu quindi trasferito a Salonicco, ove fu riequipaggiato dagli alleati occidentali e poté tornare in linea nel 1916 sul fronte macedone.
Il cantore canta del suo villaggio (selo), della chiesa del paese dove si sposò e che ora è stata bruciata, della disastrosa ritirata durante la quale tanti dei suoi compagni sono morti per il freddo, per la fame e per le malattie, per non dire degli assalti dei banditi. 
Le acque che circondano Corfù e le vicina isola di Vido sono ancor oggi note come la "Tomba blu", a causa del fatto che vi furono sepolti in mare migliaia di soldati morti sul posto per le conseguenze della ritirata: essi furono sepolti in mare non bastando più i locali cimiteri alla triste bisogna.
Tamo daleko è anche una delle canzoni più amate e popolari per la numerosa comunità di emigrati serbi trasferitisi in America del nord (soprattutto in Canada e negli Stati Uniti) dopo la seconda guerra mondiale.
La canzone divenne molto popolare tra gli emigrati serbi dopo la prima guerra mondiale e fu persino suonata al funerale dell'inventore serbo Nikola Tesla nel gennaio 1943.

## Testo
La canzone, il cui autore è sconosciuto, presenta diverse varianti nel testo:

### Versione 1
| in Serbo (caratteri latini): | in italiano: |
| --- | --- |
| Tamo daleko, daleko od mora, Tamo je selo moje, tamo je Srbija. Tamo je selo moje, tamo je Srbija. Tamo daleko, gde cveta limun žut, Tamo je srpskoj vojsci jedini bio put. Tamo daleko gde cveta beli krin, Tamo su živote dali zajedno otac i sin. Tamo gde tiha putuje Morava, Tamo mi ikona osta, i moja krsna slava. Tamo gde Timok, pozdravlja Veljkov grad, Tamo mi spališe crkvu, u kojoj venčah se mlad. Bez otadžbine, na Krfu živeh ja, ali sam ponosno klic'o, živela Srbija! ali sam ponosno klic'o, ŽIVELA SRBIJA! | Laggiù, lontano, lontano oltre il mare, Laggiù c'è il mio paese, laggiù c'è la Serbia. Laggiù c'è il mio paese, laggiù c'è la Serbia. Laggiù, lontano, dove sboccia il fior di limone, Laggiù, per l'Esercito serbo sta l'unica via. Laggiù, lontano, dove sboccia il bianco fior del giglio, Laggiù diedero le loro vite padre e figlio insieme. Laggiù, dove la placida Morava scorre, Laggiù ho lasciato la mia icona e la mia santa Slava. Laggiù ho lasciato la mia icona e la mia santa Slava. Laggiù, dove il Timok saluta Veljkov Grad, Laggiù hanno bruciato la chiesa dove mi sposai giovane. Io ho vissuto a Corfù, fuori dalla mia Patria, Ma ho gridato con orgoglio "Viva la Serbia!". |

### Versione 2
Tamo daleko, daleko od mora,

Tamo je selo moje, tamo je ljubav moja.

Tamo je selo moje, tamo je ljubav moja.
O zar je morala doć', ta tužna nesrećna noć,

Kada si dragane moj, otiš'o u krvavi boj.
Tamo daleko, gde cveta limun žut,

Tamo je srpskoj vojsci jedini bio put.

Tamo je srpskoj vojsci jedini bio put.
Tamo daleko, daleko od mora,

Tamo je selo moje, tamo je Srbija.

Tamo je selo moje, tamo je Srbija.
Bez otadžbine, na Krfu živeh ja,

i opet veselo kličem, živela Srbija!

i opet veselo kličem, ŽIVELA SRBIJA!

### Versione 3
O zar je morala doć', ta tužna nesrećna noć,

Kada si dragane moj, otiš'o u ljuti boj.
Tamo daleko, daleko kraj mora,

Tamo je selo moje,

Tamo je ljubav moja.
Bez otadžbine daleko, daleko živim ja,

i opet kličem burno, živela domovina!
O zar je morala doć', ta tužna nesrećna noć,

Kada si dragane moj, otiš'o u ljuti boj.
Tamo daleko, gde cveću nema kraj,

Tamo su najdraži moji,

Tamo je pravi raj.
Tamo daleko kraj Save, Save i Dunava,

Tamo je varoš moja,

Tamo je moj rodni kraj!

### Versione 4 (tradotta da Nadezda Starovic)
| in Serbo (cirillico): | in italiano: |
| --- | --- |
| Тамо далеко, Далеко од мора, Тамо је село моје, Тамо је Србија. О зар је морала доћ Та тужна, несрећна ноћ Када си, драгане мој, Отиш'о у крвав бој? Тамо далеко, Где цвета лимун жут, Тамо је српској војсци Једини био пут. О зар је морала доћ Та тужна, несрећна ноћ Када си, драгане мој, Отиш'о у крвав бој? Тамо далеко Где цвета бели крин, Тамо су животе дали Заједно отац и син. О зар је морала доћ Та тужна, несрећна ноћ Када си, драгане мој, Отиш'о у крвав бој? Без отаџбине, далеко, По свету лутам ја, Ал'увек поносно кличем: Живела Србија! | Lassù lontano, Il mare dove non v'è, Lì ho lasciato il cuore, Lassù la Serbia c'è. Oh maledetto quel dì In cui la gioia svanì, Quando, oh mio amato, In guerra tu sei andato. Giallo fioriva limone Lontan laggiù; Lì per l'esercito serbo L'unica strada ci fu. Oh maledetto quel dì In cui la gioia svanì, Quando, oh mio amato, In guerra tu sei andato. Bianco fioriva il giglio Lontan laggiù; Lì per il figlio e il padre L'ultimo spiro ci fu. Oh maledetto quel dì In cui la gioia svanì, Quando, oh mio amato, In guerra tu sei andato. Lontano or vagabondo, Persi la patria, Ma con orgoglio io grido: Viva la Serbia! |